# Rajaa al-Sanea
Rajaa al-Sanea (arabisch رجاء بنت عبد الله الصانع, DMG Raǧāʾ bt. ʿAbd Allāh aṣ-Ṣāniʿ; geb. 1981 in Kuwait) ist eine saudi-arabische Endodontologin und Schriftstellerin, die mit ihrem Debütroman Die Girls von Riad (2005) internationale Bekanntheit erlangte.

## Leben
Rajaa al-Sanea stammt aus der saudischen Oberschicht. Sie wurde 1981 als jüngstes von sechs Kindern in Kuwait geboren, wo ihr Vater als Journalist arbeitete. Nach dem Tod des Vaters kehrte die Familie nach Saudi-Arabien zurück.
Al-Sanea schloss 2009 ihr Studium der Zahnmedizin an der University of Illinois in Chicago ab und erwarb 2008 einen Master-Abschluss in Nerven- und Wurzelbehandlung an derselben Universität. Sie war dort zwischen 2008 und 2010 als Assistenzprofessorin tätig und erhielt 2010 das Royal Canadian Fellowship in Nerven- und Wurzelbehandlung. Nach ihrer Rückkehr nach Saudi-Arabien war sie als Endodontologin und Forscherin am King Faisal Specialist Hospital and Research Center in Riad tätig.
Al-Sanea wurde durch ihren Debütroman Banat al-Riyadh berühmt, der in Saudi-Arabien zunächst verboten war und 2005 erstmals im Libanon erschien. Darin gibt eine anonyme Ich-Erzählerin, die jede Woche skandalträchtige Geschichten an eine E-Mail-Gruppe versendet, Einblicke in das Leben von vier jungen Frauen der saudischen Oberschicht. Der thematische Fokus des Romans liegt auf der Doppelmoral und Unterdrückung der Frauen in der saudischen Gesellschaft. Die Beschreibung des weiblichen Körpers und der weiblichen Sexualität ebenso wie die Ich-Erzählsituation und der umgangssprachliche Schreibstil führten zu Vergleichen mit dem anglo-amerikanischen Genre der Chick lit, insbesondere mit Candace Bushnells Roman Sex and the City (1996). al-Sanea greift in Banat al-Riyadh aber auch weitere, in Saudi-Arabien tabuisierte Themen wie Homosexualität, Homo- und Transphobie sowie die Diskriminierung religiöser Minderheiten (der Schiiten) auf. Der Roman wurde 2009 für den International Dublin Literary Award nominiert und in zahlreiche Sprachen übersetzt. 2007 erschien die deutsche Übersetzung von Doris Kilias.
2015 wurde al-Sanea von Arabian Business auf Platz 37, 2016 auf Platz 28 der 100 einflussreichsten Araber und Araberinnen unter 40 Jahren gewählt. Die Arabian Business beschrieb sie als „Gesicht des Feminismus“ in Saudi-Arabien.

## Wissenswertes
Als Rajaa al-Sanea die öffentlichen Mails ihrer Geschichte schrieb, aus denen später der Roman Die Girls von Riad wurde, bekam al-Sanea viele Antworten, in denen beklagt wurde, sie würde keine „saudischen Mädchen“ beschreiben. Al-Sanea entgegnete dazu in einer ihrer Mails vom 17. September 2004:
„Das was ich schreibe, ist weder absurd noch verwerflich. Der Beweis dafür ist, dass die Mädchen, die meine E-Mails lesen, meinen, es handle sich um sie persönlich.“ 

## Werke

### Roman
- Banāt ar-Riyāḍ (بنات الرياض), Dār as-Sāqī, Beirut 2005.
  - Die Girls von Riad. Aus dem Arab. von Doris Kilias. Pendo, München/Zürich 2007, ISBN 978-3-86612-109-6.

### Wissenschaftliche Publikation
- Perforation Repair with Dental Pulp Stem Cells and DMP1. A New Approach to Repair Teeth Perforations Utilizing Dental Pulp Stem Cells and Dentin Matrix Protein 1. VDM Verlag Dr. Müller, Saarbrücken 2009, ISBN 978-3-639-19179-0.

## Auszeichnungen
- 2009, Nominierung für den International Dublin Literary Award für ihren Roman Banat al-Riyadh
- 2010, Royal Canadian Fellowship für Nerven- und Wurzelbehandlung
- 2015, Platz 37 der 100 einflussreichsten Araber und Araberinnen unter 40 Jahren des Arabian Business Guide
- 2016, Platz 28 der 100 einflussreichsten Araber und Araberinnen unter 40 Jahren des Arabian Business Guide